# Pays Sud Charente
Pour l’article homonyme, voir Communauté de communes du Sud Charente.
Le Pays Sud Charente est un des six Pays du département de la Charente. Localisé au sud, son siège est à Chalais.

## Composition
Le Pays Sud Charente, ou syndicat mixte, rassemble les deux communautés de communes du sud du département de la Charente : 4B Sud Charente et Lavalette Tude Dronne.
Cette structure dispose de locaux au 2, rue Jean-Rémon, 16210 Chalais.
Le président en est Benoît Delatte, conseiller municipal de Barbezieux-Saint-Hilaire.